# Dave Annable

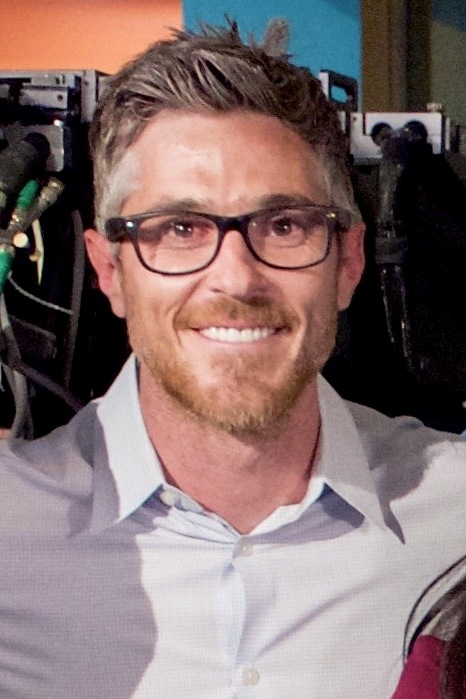
Dave Annable (2016)

Dave Annable (* 15. September 1979 in Suffern, New York als David Rodman Annable) ist US-amerikanischer Schauspieler.

## Leben
Er wuchs in Walden, einer kleinen Stadt im ländlichen New York auf, wo er Baseball, Rugby und Hockey spielte. Auch heute ist er ein begeisterter Sport-Fan. Zudem hat Annable eine Schwester und eine Halbschwester. Seine Fähigkeiten als Schauspieler erlernte er am Neighborhood Playhouse in New York.
Er ist seit dem 10. Oktober 2010 mit der Schauspielerin Odette Yustman verheiratet.

## Karriere
Seinen ersten Auftritt vor der Kamera absolvierte er 2002 in einer Episode der Serie Third Watch – Einsatz am Limit. 2005 erhielt er eine Rolle in der Serie Reunion, die jedoch nach kurzer Zeit abgesetzt wurde. Davor hatte er einige Gastrollen wie z. B. in Other People’s Money. Ebenfalls trat er in einigen amerikanischen Werbespots auf für Mountain Dew und Starburst. Seinen Durchbruch schaffte er durch seine Rolle des jungen Kriegsveteranen Justin Walker, dem jüngsten von fünf Geschwistern, in der Serie Brothers & Sisters. Dort spielte er von 2006 bis 2011 neben Rob Lowe, Calista Flockhart, Rachel Griffiths, Balthazar Getty, Ron Rifkin und Sally Field in über 100 Episoden mit. 2012 bekam er eine der Hauptrollen in der ABC-Thriller-Serie 666 Park Avenue.
2007 wurde er vom People Magazine auf Platz 7 der Sexiest Men Alive gewählt.

## Filmografie (Auswahl)
- 2002: Third Watch – Einsatz am Limit (Third Watch) (Fernsehserie, Episode 4x07)
- 2003: Other People’s Business (Fernsehfilm)
- 2004: Spellbound (Fernsehfilm)
- 2004: Die Ex-Freundinnen meines Freundes (Little Black Book)
- 2005–2006: Reunion (Fernsehserie, 13 Episoden)
- 2006–2011: Brothers & Sisters (Fernsehserie, 110 Episoden)
- 2011: Der perfekte Ex (What’s Your Number?)
- 2011: Küssen verboten! – Honeymoon mit Hindernissen (You May Not Kiss The Bride)
- 2012–2013: 666 Park Avenue (Fernsehserie, 13 Episoden)
- 2013: Ben and Kate (Fernsehserie, Episode 1x16)
- 2014–2015: Red Band Society (Fernsehserie, 13 Episoden)
- 2016: Heartbeat (Fernsehserie, 10 Episoden)
- 2017: Armed Response – Unsichtbarer Feind (Armed Response)
- 2017: Hinter der Fassade (Final Vision, Fernsehfilm)
- 2018: No Sleep ’Til Christmas – Schlafend ins Glück (Fernsehfilm)
- 2019: What/If (Fernsehserie, 10 Episoden)
- 2020: This Is Us – Das ist Leben (This Is Us) (Fernsehserie, 1 Episode)
- 2021: Walker (Fernsehserie)
- 2021: Fantasy Island (Fernsehserie, 1 Episode)
- seit 2023: Special Ops: Lioness (Fernsehserie)